# Domènec Sànchez i Deyà
Domènec Sànchez i Deyà (Barcelona, 22 d'abril del 1852 – 17 d'abril del 1925) va ser violinista, director d'orquestra i compositor.

## Biografia
El seu pare era professor de violí al Gran Teatre del Liceu i li donà les primeres lliçons de música abans que el fill ingressés al Conservatori del Liceu, on acabaria sent professor.
Va fer concerts a Barcelona i arreu d'Espanya, sovint amb el quartet que formava amb el violinista Josep Segura, el violinista Gàlvez i el violoncel·lista Bonaventura Dini. Ensenyà en el conservatori del Liceu (almenys entre el 1889 i el 1902), i tingué deixebles com Xavier Montsalvatge, Lleó Fontova, Francesc Montserrat, Àngel Muñiz, Josep Rocabruna, Enric Sans, Joan Pujol Mateu, Esteve Fusté Subirats, i Josep Peremateu, futur professor del conservatori de l'Havana. L'any 1909, en Sànchez i la seva família es traslladaren a Buenos Aires; allí tocà en orquestres de concerts (en el "Teatro de la Ópera" i en el Teatro Colón), hi dirigí una acadèmia de música pròpia, impulsant els cafès-teatre de la ciutat, i també impartí classes de violí en el conservatori del gran pianista italià Vicente Scaramuzza (1885-1968), on coincidí amb el seu gendre Emili Sànchez i Carrera, establert a l'Argentina un any abans. L'any 1923, Domènec Sànchez tornava a ser a Barcelona i s'anunciava com a professor particular de violí.
Com a compositor va ser autor de diverses peces per a cant i piano, i obres fàcils de violí per als seus estudiants. Melancolía (1895) per a violí i orquestra, Idilio (1899) per a conjunt de corda, harmònium i piano, Charmante bebé (1900) per a violí i piano, el vals Lettres á Emilie per a gran orquestra, Minuetto per a violí i piano, O vos omnes per a tenor i conjunt de corda, dues Salves montserratines a tres veus, orgue i contrabaix, la dansa Bebé, Himno a la Virgen del Pilar i el motet Tota pulchra.